# Lidia Podgorichani
Lidia Podgorichani (thailändisch ทรรศพร นาคหล่อ; * 3. Juni 2007) ist eine thailändische Tennisspielerin.

## Karriere
Podgorichani begann mit zehn Jahren mit dem Tennisspielen und spielt bislang vorrangig auf der ITF Women’s World Tennis Tour, wo sie bisher aber noch keinen Titel gewinnen konnte.
2024 erhielt sie Ende Februar bei den Thailand Open, ihrem ersten Turnier auf der WTA Tour eine Wildcard für die Qualifikation zum Hauptfeld im Dameneinzel, wo sie in der ersten Runde gegen Jekaterina Makarowa mit 4:6 und 0:6 verlor.